# Content Warning
Content Warning é um jogo eletrônico co-op de terror de sobrevivência de 2024 publicado pela Landfall Publishing. Foi lançado na Steam em 1 de Abril de 2024.
O objetivo principal do jogo envolve gravar vídeos sobre "coisas assustadoras", utilizando um sino de mergulho para entrar no "Velho Mundo", um lugar coberto em escuridão habitado por criaturas nocivas e artefatos.
Em seu lançamento, o jogo ficou disponível gratuitamente por um dia. Dentro de 24 horas depois do lançamento, Content Warning já havia mais de 204 mil jogadores ativos e 6,2 milhões de proprietários na Steam.

## Jogabilidade
A jogabilidade de Content Warning é frequentemente comparada com a de Lethal Company. Os jogadores  começam em uma casa, com a missão de gravar "coisas assustadoras" para alcançar uma meta de visualizações em uma paródia do YouTube, chamada SpöökTube. Para isso, os participantes utilizam um sino de mergulho para viajar ao "Velho Mundo", um lugar coberto em escuridão habitado por monstros hostis. Usando uma câmera, é necessário gravar monstros ofensivos e artefatos que estão espalhados pelo lugar. O filme da câmera e o oxigênio dos jogadores é limitado. Para que os jogadores consigam transferir o vídeo para o SpöökTube, é preciso que ao menos um dos jogadores consiga voltar pelo sino de mergulho com a câmera. Ao atingir a meta proposta pelo jogo, uma meta maior é selecionada. Se os jogadores não conseguirem atingir a meta, o jogo recomeça, com o dinheiro inicial. Depois da jornada pelo Velho Mundo, os jogadores voltam à casa, podendo comprar itens como um microfone ou uma lanterna para facilitar suas futuras jornadas.

## Lançamento
Content Warning lançou em primeiro de Abril, gratuitamente por apenas 24 horas. No prazo de doze horas, o jogo atingiu 50 mil jogadores simultâneos. Até 2 de Abril, o jogo já havia mais de 204 mil jogadores simultâneos, além de 6,2 milhões de proprietários na Steam.